# Isla Dzendzik
La isla de Dzendzik (del ruso: Дзендзик) es una pequeña isla situada en la bahía de Tamán, al este del estrecho de Kerch, entre el mar de Azov y el mar Negro, perteneciente al raión de Temriuk del krai de Krasnodar de Rusia. Se halla 500 metros al sur de la punta Chushka y la península de Tamán.
Tiene una longitud máxima de 200 m y una anchura máxima de 100 m y está compuesta de una mezcla de arena de cuarzo y conchas. Un poco al este de la isla de Dzendzik se halla la isla Lisa y la isla Krupinina.
La principal planta que crece en la isla es el junco, que atraen a una gran cantidad de pájaros diversos: garzas, gaviotas, cormoranes, etc. En las aguas costeras de la isla habitan los gobios y los liza haematocheilus, en la marea baja se pueden hallar braquiuros y syngnathus typhle. A veces acuden a las proximidades delfines.
La isla no está habitada todo el año, sin embargo, es un lugar turístico popular. La población más cercana es Chushka en la punta homónima y 2.5 km al nordeste.